# Kaminoyama
Kaminoyama (jap. 上山市 Kaminoyama-shi) – miasto w prefekturze Yamagata w Japonii (Honsiu). Ma powierzchnię 240,93 km². W 2020 r. mieszkało w nim 29 110 osób, w 10 509 gospodarstwach domowych  (w 2010 r. 33 836 osób, w 10 709 gospodarstwach domowych) .

## Położenie
Miasto leży we wschodniej części prefektury nad rzeką Su i Mae. Graniczy z miastami:
- Yamagata
- Nan’yō

oraz kilkoma miasteczkami.

## Historia
Miasto powstało 1 października 1954 roku.

## Transport

### Drogowy
- Autostrada Tōhoku-Chūō
- Drogi krajowe nr 13, 458.

## Miasta partnerskie
- Niemcy: Donaueschingen